# Hippolais
Hippolais és un gènere d'ocells de la família dels acrocefàlids (Acrocephalidae).Abans estaven inclosos en la família dels sílvids (Sylviidae), però ara separats a la família Acrocephalidae. Se'ls troba a Europa, Àfrica i Àsia occidental.

## Taxonomia
Hi ha evidència considerable que suggereix que el gènere Hippolais és parafilètic respecte a Acrocephalus.
Estudis genètics indiquen que el gènere Iduna és més proper al gènere Acrocephalus que a Hippolais, pel que la filial dels Països Baixos de la Societat classificatòria d'Amèrica del Nord ho va canviar de gènere. Una previsió posterior feta pel Comitè de registres de la Unió, però fent l'observació que havien de separar-se en dos gèneres diferents.
Hi ha autoritats que retenen Iduna dins Hippolais basant-se en què els estudis tenien baixa qualitat estadística, i no perquè es cregués que l'assignació tradicional fos correcta, ja que no es va presentar evidència que refutés els estudis.
Mark Constantine, aclareix al llibre "The Sound Approach to Birding" que, per exemple, hi ha un superposició extensa dins dels cants de les espècies d'ambdós gèneres, i que vocalment no existeixen característiques que puguin utilitzar-se per classificar una espècie en un dels gèneres o l'altre. Kenneth Williamson i Hadoram Shirihai, van cercar similituds entre ambdós gèneres i Colin Bradshaw va escriure diversos articles sobre la similitud morfològica entre parells d'espècies d'ambdós gèneres.
El nom del gènere Hippolais prové del grec antic «hupolais» mal escrit per Linné. Es referia a un petit ocell esmentat per Aristòtil i altres i pot ser onomatopeic o derivat de «hupo» que significa “sota” i «laas», “pedra”.
Segons la Classificació del Congrés Ornitològic Internacional (versió 15.1, 2025) aquest gènere conté quatre espècies:
- Hippolais languida - Busqueta d'Upcher.
- Hippolais olivetorum - Busqueta dels olivers.
- Hippolais polyglotta - Busqueta vulgar.
- Hippolais icterina - Busqueta grossa.